# Hachtel und Türnental
Das Gebiet Hachtel und Türnental ist ein vom Landratsamt Horb am 6. Juli 1962 durch Verordnung ausgewiesenes Landschaftsschutzgebiet auf dem Gebiet der Stadt Dornhan im Landkreis Rottweil in Baden-Württemberg.

## Lage
Das knapp 60 Hektar große Landschaftsschutzgebiet Hachtel und Türnental liegt unmittelbar westlich der Ortschaft Fürnsal. Es gehört zum Naturraum Obere Gäue.

## Landschaftscharakter
Das Gebiet wird von Süd nach Nord vom Türnenbach durchflossen. Er wird von einem Galerieauwald begleitet. Die angrenzende Landschaft ist durch Wiesen, Hecken, Waldstücke und Streuobstbäume reich und kleinräumig strukturiert und stellt einen charakteristischen Ausschnitt der Muschelkalk-Landschaft der Oberen Gäue dar.

## Zusammenhängende Schutzgebiete
Das Gebiet liegt teilweise im FFH-Gebiet Wiesen und Heiden an Glatt und Mühlbach. Vom Landschaftsschutzgebiet Bechertal ist es nur durch einen Weg getrennt. Es liegt im Naturpark Schwarzwald Mitte/Nord.